# Manhattan Beach (novela)
Manhattan Beach es una novela histórica de la escritora estadounidense Jennifer Egan, publicada en 2017 por Scribner. La Fundación Nacional del Libro incluyó el libro en su lista larga del Premio Nacional del Libro 2017 en la categoría de Ficción. La revista Time la seleccionó como una de sus diez mejores novelas de 2017.

## Trama
Anna Kerrigan y su padre Eddie se reúnen con el gánster Dexter Styles a fines de 1934 en la mansión Styles en la costa de Manhattan Beach en Brooklyn, Nueva York. Eddie es un ex actor de vodevil que se arruinó en la Gran Depresión. Ahora gana muy poco dinero como repartidor en el inframundo criminal, y le pide a Styles un trabajo. 
Años después su padre desaparece sin dejar rastro.
La trama está contada desde el punto de vista de estos tres personajes, pero la protagonista principal es Anna, que se convertirá en trabajadora de los astilleros navales de Brooklyn para convertirse poco después en buceadora profesional superando los obstáculos que sus mismos superiores la colocan y ganándose la admiración de sus compañeros masculinos.

## Desarrollo
The New Yorker entrevistó a Egan sobre el proceso de escritura. Egan dijo que el primer borrador del libro era "malo... absolutamente indescriptible. Pero eso es normal". Escribió un segundo borrador que casi abandonó. Cuando finalmente terminó el libro, se componía de casi 1.400 páginas manuscritas. Durante un año y medio, Egan había compuesto unas cinco o seis páginas al día.
Egan escribió la historia haciendo que su personaje principal, Anna, se convirtiera en buceadora profesional. Esto no fue históricamente exacto ya que no había mujeres buceadoras en Brooklyn Navy Yard durante la Segunda Guerra Mundial. Buscando precisión en la descripción ficticia, Egan se reunió con Andrea Motley Crabtree, la primera mujer buceadora en el Éjército de los Estados Unidos. Hablaron sobre el desafío físico de usar el estándar de 200 libras (90,7 kg) de la época, y Crabtree animó a Egan a asistir a una reunión de buceadores en la que luchó por ponerse un traje de buceo Mark V del Ejército completo con casco de latón pesado y botas de plomo. Egan también se reunió con Alfred Kolkin, un hombre de 86 años que había trabajado en Brooklyn Navy Yard como maquinista durante la Segunda Guerra Mundial.

## Recepción
The Los Angeles Review of Books escribió que Manhattan Beach es uno de los raros libros que capturan el punto de vista de una mujer en la Nueva York de los años 40. Time escribió que la "prosa de Egan es exquisita" y que le da a la historia "una sensación cinematográfica, mientras la fundamenta en las frustraciones realistas de Anna con la sociedad". The New York Times escribió que Manhattan Beach "merece unirse al canon de las historias de Nueva York".
La página web Vulture, de la revista New York, revisó el libro negativamente, diciendo que Egan "aplica un exceso de artificio" que oscurece la autenticidad histórica de las escenas militares, y que se basa demasiado en "clichés del cine" de gánsteres. Entertainment Weekly le dio al trabajo una calificación de B+, observando que la escritura no era coherente porque contenía demasiadas "novelas" alternando el género de gánsteres con el romance, la Segunda Guerra Mundial, los inmigrantes y la aventura marina.